# 엄경섭
엄경섭(嚴敬燮, 1906년 ~ 1979년 9월 6일)은  대한민국의 교육인, 정치인이다.
국민교육헌장 제정심의를 맡았으며, 제9대 국회의원도 역임하였다. 양정중고등학교 교장을 지냈다. 아들인 엄규백도 엄경섭의 뒤를 이어 양정고등학교 교장을 지냈다.

## 학력
- 일본 호세이 대학 졸업

## 약력
- 1947년 ~ 1973년 : 양정고등학교 교장
- 서울사립중등학교장회 회장
- 중앙교육위원회 위원
- 대한사립중등학교장회연합회 회장
- 국민교육헌장제정심의회 위원
- 장기종합교육계획심의회 위원
- 교육정책심의회 위원
- 1973년 ~ 1976년 : 제9대 국회의원 (유신정우회)

## 역대 선거 결과
| 실시년도 | 선거 | 대수 | 직책     | 선거구           | 정당       | 득표수 | 득표율      | 순위 | 당락 | 비고 |
| -------- | ---- | ---- | -------- | ---------------- | ---------- | ------ | ----------- | ---- | ---- | ---- |
| 1973년   | 총선 | 9대  | 국회의원 | 통일주체국민회의 | 유신정우회 |        | \| \| 0% \| | 지명 |      | 초선 |
|          | 0%   |      |          |                  |            |        |             |      |      |      |

## 같이 보기
- 양정고등학교